# しかのこのこのここしたんたん
『しかのこのこのここしたんたん』（My Deer Friend Nokotan）は、おしおしおによる日本の漫画作品。『少年マガジンエッジ』（講談社）にて2019年12月号から2023年11月号まで連載され、同誌の休刊に伴い『マガジンポケット』（講談社）へ移籍して2023年12月から連載中。略称は「しかのこ」。
東京都日野市の高校を舞台に、頭に鹿のような角が生えている謎の少女・鹿乃子のこと、元不良の女子高生・虎視虎子を中心としたガールズコメディ。
2024年7月から9月までテレビアニメが放送された。

## 作風
おしおは、角が生えた女の子を主人公にしたネタを「日常もの」として広げられないかという考えから、前の連載が終了したタイミングでいくつかの編集部に企画書を持ち込んだ。
前の編集者は基本的にあまり干渉せずやりたいようにやらせるタイプで、次は『バクマン。』のような感じで一緒に作ることができる編集者がいいと思っていたため、最後に会った五十嵐と一緒に作ろうと思ったという。
4コマ漫画が主流である従来のおしお作品に対し、本作は普通のコマ割りで描かれている。1話のみ4コマと普通のコマ割りの両方のネームが切られたが、勢いのあった後者が採用された。
作中の舞台は、東京近郊で少し外れた場所にしたいという考えと、多摩動物公園があるという理由で日野市が選ばれたが、動物公園に鹿がいないことは後で知ったという。その他の候補地としては、春日部や町田も挙がっていたという。そのほか、奈良はおしおにとって馴染みがなく、イメージが湧かなかったため、案として出なかったという。
おしおは、のこについて「なんでもありのチートキャラだが、やりすぎると成立しなくなるため、注意しながら描いている」と話している。
IQ3の舎弟や顔のいいナルシストの教師といった男性キャラクターの登場も検討されたが、のこの個性が霞むことやラブコメではなくギャグ漫画をやりたかったこともあり、登場人物は女性のみになっている（男性キャラクターも登場するが、僅かなサブキャラやクラスメイトなどモブキャラ程度になっている）。

## あらすじ
都立日野南高校の2年生である虎視虎子は、近所や学校でも「お淑やかな優等生」と評判の女子高生。そんな彼女は、「中学までヤンキー（不良）で、高校デビューして優等生になった」という過去を周囲に隠しながら生活していた。
ある日、登校中の虎子は、頭にツノが生えている少女・鹿乃子のこが電線に引っ掛かっていたところを助け、彼女に懐かれる。なぜか、のこに「元ヤン」であることと、「処女」であることを一目で見破られた虎子は、「ヤンキー のお姉さん」と呼ばれるのが嫌で、のこから名付けられた「こしたん」という愛称を受け入れる。
虎子は「元ヤン」だという過去をばらされたくない思いから、クラスメートとして転校してきたのこを警戒するが、彼女の奇怪な行動に振り回され、あげくに彼女が立ち上げた部活動「シカ部」の部長（のこのお世話係）になる。
月日が流れて2人は3年生に進級し、虎子は生徒会長に就任するが、虎子を偏愛するヤンデレ妹の虎視餡子と、のこに憧れて立派なシカを目指そうとする馬車芽めめの2人の1年生が入部したシカ部では、さらに賑やかで騒々しい日常が繰り広げられる。
一方で、虎子に対抗心を燃やしている生徒会副会長の猫山田根子は、同じく生徒会メンバーである書記の狸小路絹と会計の燕谷千春を巻き込んで、密かに「シカ部の廃部」を企てる。

## 登場人物
声の項はテレビアニメ版の声優。学年は特記ない限り虎子・のこが3年時のもの。

### シカ部
虎視 虎子（）
声 - 藤田咲
本作の主人公。外跳ね気味な山吹色の長髪が特徴の女子高生で、2年生時はB組学級委員長、3年生時は生徒会長も兼任する。中学生時代は少年漫画の影響を受けて不良（ヤンキー）となり、その強さから「東京・日野の猛獣」と呼ばれていた。高校進学時はそんな過去を黒歴史として恥じるようになり、普段はしとやかな優等生を演じているが、怒りや焦りなどで本来の荒い性格が出ることがあり、ツンデレかつ調子に乗りやすかったり、のこたちの奇行に突っ込んだりする。過去を知るのこやシカ部員に対しては、本来のくだけた口調で接する。転校当初ののこに振り回されて「こしたん」という愛称まで付けられ、鵜飼を加えた2人におだてられて新設されたシカ部の部長（シカのお世話係）に就任する。部の方針を決める会議では「公私混同」などと指摘され、のこからは元ヤンや処女であることなどのプライバシーを暴露などされる。なお、動揺すると『コナンく～ん』『はじめちゃ～ん』といった探偵の名前を口走る。
のこが原因で体育祭のスケジュールに遅延が生じた際には、我慢できず全校生徒の前でのこを𠮟りつけてしまい、本来の性格や口調が露見してしまうが、逆に高評価を得られ、自身へのイメージは何とか保たれた。以降は他の生徒が周囲にいても、本来の砕けた口調でのこたちに対しツッコむようになる。
企画時点での虎子は現役のヤンキーだったが、それではうまくツッコミ役になれなかったことと、のこに振り回されている感を出したかったことから、元ヤンという弱みを握られているため一緒にいなければならないという設定になった。
お風呂の中で自作の歌（それゆけ元ヤンこしたん）を歌っている。
好きな料理は卵かけご飯。ナイトルーティンはぬいぐるみに話しかけておやすみのキスをすること。愛読書は「別冊フレンド」。
 鹿乃子 のこ（）
声 - 潘めぐみ
本作のもう一人の主人公。短い茶髪と、頭部に生えたシカのようなツノが特徴の少女。2年時に虎子のクラスに転校生として現れる。愛称は「のこたん」であるが、虎子からは苗字で呼ばれる。のちに創設されるシカ部の発起人にして、部が所有するシカそのものでもある。アニメ最終回のみのオリジナル設定として、鹿系ゆるキャラ養成機関「シカの穴」からの逃亡者であった（逃亡の理由は「訓練が面倒臭いから」）。
シカせんべいや草が好物であるなど、普通のシカのような習性をもつ。頭のツノは鉄やコンクリートを破壊する強度を有する一方、逆にゴムのような伸縮性を持っており、少なくとも300mは伸ばすことができる。
また、頭のツノはそれ自体が体育館を破壊するほどの威力を持つ爆弾であったり、バナナを収納できたり、ツノを外して他人に移植したり、ツノ自体や頭の上部（何者かが用意した予備と交換も可能）を外した内部にシカせんべい（高級品を含む）、草、札束が収納でき、コーヒーメーカーの機能がある（脳に相当するものが見当たらない）、ヘラジカのように変形させて相手を治療するなど、生物の常識を超えた多機能さを有している。
さらに、頭のツノはヘリコプターのように回転して空を飛ぶこともできるが、最終的にこれがきっかけで虎子と出会うことになる。
 虎視 餡子（）
声 - 田辺留依
虎子の2学年下の妹。外跳ね気味な小豆色の長髪が特徴。のこからは「こしあん」の愛称で呼ばれる。姉に対してメンヘラかつシスコン的な敬愛を向けており、高校入学後は「自称お姉ちゃんのお世話係」としてシカ部に入る。
虎子の言いつけしか聞かず、ほかのシカ部員の指示に従わなかったり、「害獣」と敵視した相手を脅迫や暴力で排除することも厭わなかったりする。一方、虎子が絡まなければ常識的な人物でもある。
のこを強く敵視しており、虎子が改装したと知らずにシカ部の部室を焼き討ちし、ついには「虎視虎子王決定戦」と称するクイズ（設問は虎子のプライバシーを次々に暴露する内容）で宣戦布告する。その結果が気に入らずに大量のくないを投げつけ、誤って虎子に向かった1本を止めようとしたのこに命中したかに見えたが、彼女が持っていたシカせんべいに刺さっていたことで犠牲は回避され、のこと和解を果たす。
のこやめめには興味がない割には、虎子が知らなかったシカコレのことを知っているなど、シカ部の部員としては真面目に活動している。
 馬車芽 めめ（）
声 - 和泉風花
憧れである、のこのような立派なシカを目指す1年生。一人称は「ばしゃめ」。頭頂部に葉っぱのような跳ね毛や、所々に枝毛があるオリーブ色の短髪が特徴。大量のよだれを垂らすほどの居眠りをしていることがある。
1年の入学式に空腹で行き倒れていたところをのこに発見され、シカせんべいを与えられたことがきっかけで入部を決意する。部での役職は「ヒト以上シカ未満」で、部長の虎子にはあまり用事がない。それどころか、虎子が入学式で生徒会長として在校生挨拶をしたことすら忘れているほど眼中にない。
人間でありながら、どのようにしてシカを目指しているかは不明だが、部活ではマイペースに学校内で田植えを許可なく無断でしており、普段から（体育祭の進行で忙しい虎子に手伝いを求められても）農業に熱中していることが多い。また、米が好きな食いしん坊で、部室では毎回のように私物の炊飯器を持ち込み、勝手に大量のご飯を炊いて食する。アニメオリジナルではあるが、餅を作ることもあった。
アニメでは米に興味があるためか、『ザ!鉄腕!DASH!!』を視聴していると公言しており、千春には「ゆめぴりか派かあきたこまち派か」を質問する場面がある。

### 生徒会
猫山田 根子（）
声 - 久保ユリカ
生徒会副会長。3年。マゼンタ色の頭髪を猫耳のような左右のシニヨンにまとめた髪形と、身長132センチメートルの著しく小柄な体格が特徴。この体格ゆえに、両手が隠れるほど制服の丈が余っており、高所作業などで足りない身長を補うための踏み台を常備している。虎子と同類のおだてに乗せられやすい性格で、怒りなどで感情が高ぶると、猫に似た鳴き声や威嚇の姿勢を見せる。
対抗意識を抱いている虎子の弱みを握ってシカ部の廃部を狙うが、偵察中に出くわしたのこに見つかり、入部希望と勘違いされた上に「鹿山田シカ」と名前を間違われたり、生徒会の業務を怠ってシカ部に出入りする側近の絹と千春の思わぬ裏切りを食らったり（勝手に二人も自分と同様に虎子に敵意を持ってると勘違いしていた。）するなど散々な目に遭わされる。
後述のつっちーに対して、最初は怯えていたが触れ合った瞬間に心をツノで射抜かれ現在では溺愛している。
 狸小路 絹（）
声 - 土屋李央
生徒会書記。2年。ベージュ色の短めな頭髪が特徴で、ごく一部は腰まで伸ばしている。豊かな想像力とネガティブ思考で虎子を困惑させ、酷くなると遺書を書きたがる。また、極度の緊張状態になると、独特な踊りを踊る癖がある。
虎子と共に体育館の倉庫に閉じ込められた時には、二度と出られないと思い跳び箱に閉じ籠るが、のこによって大量のキノコが栽培されていると知らず、直後に倉庫に来たのこに密猟者と勘違いされてしまう。しかし、その時のキノコを混ぜた炊き込みご飯をシカ部の部員と食し、打ち解けている。得意料理は殻入りの卵かけご飯。
 燕谷 千春（）
声 - 赤﨑千夏
生徒会会計。2年。右側を長めにした濃青色の短髪が特徴。非常に落ち着いて寡黙であるが、極度の鹿好きでのこの熱狂的ファンであり、のこに会うためシカ部に出入りするようになったり、体育祭で大型レンズのカメラでのこを撮影したり、ツノ型印鑑ケースなど鹿関連の商品を買うなど、活発に「推し活」をしている。虎子との会話は常に弾まないが、シカ部と頻繁に関わる虎子を羨ましく思っている。兄の善治に溺愛されているが、本人はあまり兄に関心がない。

### その他
つっちー
声 - 高橋伸也
触角を生やした球体の姿をしている謎の生物。のこが校庭の穴掘り中に発見した。のこがツチノコだと思い保護し、シカ部と生徒会との共同で世話をされるようになる。チョークが好物。なぜかめめにだけは犬と認識されており、「津田山」と呼ばれている。
 鵜飼（）
声 - 井上喜久子
2-B組担任兼シカ部の顧問教師。のこと異様に気が合う。英語教師である。普段はニコニコしている優しい先生だが、のこがシカの穴によって連れて行かれそうになった際は虎子に対し、『のこがいないシカ部は部活として認められないため、部費は全額返還』と冷たく言い放つ（あくまでも虎子の被害妄想ではあるが、シカ部に対して冷酷な態度を取る場面がある。）。
 犬養ミツ（）
声 - 井上喜久子
鹿神神社の宮司。年齢88歳の老婆。日野動物園で鹿の大名行列を見て感動したり、鹿神神社でのこを生き神様として祀ったりしている。
 燕谷 善治（）
声 - 江口拓也
千春の兄で、喫茶ツバメの経営者。重度のシスコン。接客などで完璧を求め神経質になりやすい一方、些細なミスで心が折れやすい。千春が重度のシカ好きであることを、様々なすれ違いなどから認識していない（アニメでは多少は認識していた。）。
 ツノダさん
声 - 高橋伸也
飼育されている日野動物園から度々脱走し、街や校舎内を徘徊している鹿。なぜか日野南高校の期末テストを受けており、全校5位という好成績を残す、聡明な頭脳の持ち主。

## 書誌情報
- おしおしお『しかのこのこのここしたんたん』講談社〈マガジンエッジKC→シリウスKC（5巻からレーベル移籍）〉、既刊7巻（2025年3月7日現在）
  1. 2020年7月17日発売[21][22]、ISBN 978-4-06-520245-6
  2. 2021年2月17日発売[23]、ISBN 978-4-06-522330-7
  3. 2022年2月17日発売[24]、ISBN 978-4-06-526851-3
  4. 2023年2月16日発売[18]、ISBN 978-4-06-530787-8
  5. 2024年5月9日発売[25]、ISBN 978-4-06-535574-9
  6. 2024年7月9日発売[26]、ISBN 978-4-06-536165-8
  7. 2025年3月7日発売[27]、ISBN 978-4-06-538743-6

海外（北アメリカ）でも英訳された単行本が発売されており、英題は『My Deer Friend Nokotan』（私の鹿友達のこたん。｢親愛なる｣の意味のDearと鹿のDeerをかけている）。

## テレビアニメ
2024年7月から9月までTOKYO MXほかにて放送された。ナレーションは鳥海浩輔。監督の太田によると、ナレーションに関しては男性に担当してもらう案が挙がっていたという。
原作の担当編集の五十嵐によると、単行本1巻が発売されてから比較的すぐにアニメ化のオファーがあったという。
メインキャラクターは原作よりも早い段階で登場させて話を展開させており、原作で登場しないエピソードにも登場させている。
本作のシカは、原作ではリアルなシカとデフォルメされたシカの両方が描写されているが、美少女ばかりの中にリアルなシカをぶち込んだ方がパッと見のインパクトとギャップがあって面白いという考えから、アニメ版では概ねCGで表現されている。

### スタッフ
- 原作 - おしおしお[6]
- 監督 - 太田雅彦[6]
- 副監督 - 大隈孝晴
- シリーズ構成 - あおしまたかし[6]
- キャラクターデザイン - 辻村歩[6]
- プロップデザイン - 黒田ありさ
- 美術監督 - 佐藤勝
- 美術設定 - 重川優輝
- 色彩設計 - 小松亜理沙
- 撮影監督 - 陳思翰
- 3DCG監督 - 市川孝次
- 編集 - 小野寺絵美
- 音響監督 - えびなやすのり
- 音響効果 - 山谷尚人
- 音楽 - 三澤康広[6]
- 音楽制作 - フジパシフィックミュージック
- 音楽プロデューサー - 吉江輝成、臼倉竜太郎、川島麻衣
- プロデューサー - 藤山直廉、松本整
- アニメーションプロデューサー - 大谷丞、西岡大輔、陸星程
- アニメーション制作 - WIT STUDIO[6]
- 製作 - 日野南高校シカ部（ツインエンジン、電通）[6]

### 主題歌
「シカ色デイズ」
シカ部によるオープニングテーマ。作詞はやぎぬまかな、作曲・編曲は和賀裕希。
「シカせんべいのうた」
鹿乃子のこ（潘めぐみ）、虎視虎子（藤田咲）によるエンディングテーマ。作詞はSafari Natsukawaと春川仁志、作曲・編曲は春川仁志。

### 各話リスト
| 話数 | サブタイトル                       | 脚本                    | 絵コンテ     | 演出                      | 作画監督                                                                  | 総作画監督               | 初放送日      |
| ---- | ---------------------------------- | ----------------------- | ------------ | ------------------------- | ------------------------------------------------------------------------- | ------------------------ | ------------- |
| #01  | ガール・ミーツ・シカ               | あおしまたかし          | 太田雅彦     | 太田雅彦                  | 馬場一樹 黒田ありさ Calvin Zhong 山中いづみ 安藤暢啓                      | -                        | 2024年 7月7日 |
| #02  | シカ・ミーツ・暗ガール             | 杉原研二                | 太田雅彦     | 雄谷将仁                  | 森川侑紀 青戸結加 楊國福                                                  | 池田結姫 今門卓也        | 7月14日       |
| #03  | ばしゃめ入学                       | 鴻野貴光                | 荒井省吾     | 荒井省吾                  | 青戸結加 劉雲留 森川侑紀 李少雷                                           | 胡峰誠 池田結姫          | 7月21日       |
| #04  | 狙われたシカ部                     | 山田靖智                | オグロアキラ | 佐沼ケン                  | 森川侑紀 青戸結加 李少雷 程震雷                                           | 胡峰誠 池田結姫 今門卓也 | 7月28日       |
| #05  | アイツの弱みをにぎれ!!             | 杉原研二                | 名村英敏     | 堀内直樹                  | 森川侑紀 程震雷                                                           | 胡峰誠 池田結姫 今門卓也 | 8月4日        |
| #06  | 夏のシカ祭り                       | あおしまたかし          | 大隈孝晴     | 靑木由芳                  | 橋本七虹 九ノ日 安藤暢啓 馬場一樹                                         | -                        | 8月11日       |
| #07  | シカコレとか配信とかおもてなしとか | 鴻野貴光                | 誌村宏明     | 槙麻里奈                  | 青戸結加 青沼ひかり 秋山絵梨                                              | 池田結姫                 | 8月18日       |
| #08  | ゆくシカ、くるシカ                 | 山田靖智                | 佐沼ケン     | 佐沼ケン                  | 森川侑紀 鴨川浩 今門卓也 程震雷 ソンテン 江湧                             | 胡峰誠 池田結姫          | 8月25日       |
| #09  | 体育祭をやり遂げろ！               | 杉原研二                | オグロアキラ | つしまゆりか              | 黒田ありさ 橋本七虹 馬場一樹 大村佳鈴 王火龙 阿肆                         | -                        | 9月1日        |
| #10  | 全部、春のせい…                    | 山田靖智                | 荒井省吾     | 荒井省吾                  | 黒田ありさ 橋本七虹 大村佳鈴 王火龙 三橋妙子                              | 胡峰誠                   | 9月8日        |
| #11  | The pursuer and the pursued.       | 鴻野貴光                | 誌村宏明     | 伊藤然一郎 ありもとじろう | 橋本七虹 大村佳鈴 彭佩琦 きやきや 黒田ありさ 馬場一樹 STUDIO PAPER CRANES | -                        | 9月15日       |
| #12  | さらばのこたん!? シカ部よ永遠に    | あおしまたかし 太田雅彦 | 太田雅彦     | 赤松康裕                  | 黒田ありさ 橋本七虹 大村佳鈴 馬場一樹 安藤暢啓 彭佩琦 野崎真一            | 今門卓也 胡峰誠          | 9月22日       |

### 放送局
| 放送期間                | 放送時間                     | 放送局         | 対象地域       | 備考                                 |
| ----------------------- | ---------------------------- | -------------- | -------------- | ------------------------------------ |
| 2024年7月7日 - 9月22日  | 日曜 23:30 - 月曜 0:00       | TOKYO MX       | 東京都         |                                      |
|                         |                              | BS日テレ       | 日本全域       | BS/BS4K放送 / 「アニメにむちゅ〜」枠 |
| 2024年7月10日 - 9月25日 | 水曜 1:20 - 1:50（火曜深夜） | 福島放送       | 福島県         |                                      |
|                         | 水曜 1:30 - 2:00（火曜深夜） | テレビ愛知     | 愛知県         |                                      |
|                         | 水曜 1:55 - 2:25（火曜深夜） | 静岡放送       | 静岡県         | 「スーパーアニメ6区」枠              |
| 2024年7月11日 - 9月26日 | 木曜 23:30 - 金曜 0:00       | AT-X           | 日本全域       | CS放送 / 字幕放送 / リピート放送あり |
| 2024年7月12日 - 9月27日 | 金曜 1:56 - 2:26（木曜深夜） | 北海道放送     | 北海道         |                                      |
| 2024年7月13日 - 9月28日 | 土曜 1:20 - 1:50（金曜深夜） | 長崎文化放送   | 長崎県         | 「あに。」枠                         |
|                         | 土曜 2:18 - 2:48（金曜深夜） | テレビせとうち | 岡山県・香川県 |                                      |
| 2024年7月16日 - 10月1日 | 火曜 23:00 - 23:30           | とちぎテレビ   | 栃木県         |                                      |

| 配信開始日   | 配信時間                           | 配信サイト | 備考           |
| ------------ | ---------------------------------- | --- | -------------- |
| 2024年7月3日 | 水曜 23:30 - 木曜 0:00             | ABEMA | 地上波先行配信 |
| 2024年7月8日 | 月曜 0:00（日曜深夜） 以降順次更新 | Amazon Prime Video dアニメストア （本店・for Prime Video） DMM TV FOD Hulu J:COM STREAM Lemino milplus Netflix TELASA auスマートパスプレミアム U-NEXT アニメタイムズ アニメ放題 バンダイチャンネル ふらっと動画 Google TV HAPPY!動画 music.jp Rakuten TV VIDEX YouTube カンテレドーガ ビデオマーケット ムービーフルPlus |                |

### BD
| 巻  | 発売日         | 収録話         | 規格品番   |
| --- | -------------- | -------------- | ---------- |
| BOX | 2024年12月18日 | 第1話 - 第12話 | VPXY-72088 |

### アイキャッチ登場地
CM前後のアイキャッチには、のこたんやこしたんが全国各地にあるシカの名所を訪れている映像が使われている。
| 話数 | 登場地               |                                                                                      |
| ---- | -------------------- | ------------------------------------------------------------------------------------ |
| #01  | 奈良公園（奈良の鹿） | 野生のニホンジカが多数生息している                                                   |
| #02  | 宮島（宮島の鹿）     | 人馴しれた野生のシカが生息している                                                   |
| #03  | 金華山               | 10月には神鹿角切り行事祭が行われる                                                   |
| #04  | 鹿島神宮             | 必勝祈願の神タケミカヅチは白鹿に乗って鹿島から奈良に向かったと伝えられている         |
| #05  | 彌彦神社             | 神の使い（神鹿）として鹿苑で大切にされている                                         |
| #06  | 三嶋大社             | 大正時代に奈良の春日大社から譲り受けたシカが境内の神鹿園で飼育されている             |
| #07  | 相州春日神社         | 春日大社の分霊を祀っており鹿を神の使徒としている                                     |
| #08  | 大山阿夫利神社       | 大山に生息しているシカが境内にもよく現れ、神社で保護された野生のシカも飼育されている |
| #09  | 湯ノ湖               | 野生のシカが生息しており、人馴れもしている                                           |
| #10  | 八丈島               | 八丈植物公園でシカの一種キョンが飼育されている                                       |
| #11  | 野付半島             | エゾシカが半島一帯に生息している                                                     |
| #12  | 韓国岳               | 韓国岳を望む霧島市の鹿ヶ原に野生のシカが生息している                                 |

### CD
| 発売日        | タイトル | 規格品番   |
| ------------- | --- | ---------- |
| 2024年8月28日 | TVアニメ『しかのこのこのここしたんたん』オープニングテーマ/エンディングテーマ「シカ色デイズ/シカせんべいのうた」 | LACM-24573 |

### スピンオフミニ漫画
毎週日曜日のアニメ放送終了後、公式サイトや公式SNS上で、ジョンソンともゆきによるスピンオフ3コマ漫画が公開されている。

### 関連グッズ
- 『しかのこのこのここしたんたん公式アニメブック 角々鹿々シカ部』講談社〈KCデラックス〉、2024年11月26日発売[35][36]、ISBN 978-4-06-537937-0
- ワイヤレスイヤフォン「CP-TWS01C」（オンキヨー）[37]
- 設定資料集「しかのこのこのここしたんたん あにめーしょんわーくす」[38]
- Ｔシャツ[39]
- 鹿乃子のこ1/6スケールフィギュア[40]

### 反響
2024年3月には、奈良県のマスコットキャラクター「せんとくん」からアニメ化を祝うメッセージが届いた。さらにアニメ最終回では、北海道のマスコット「キュンちゃん」、長崎県小値賀町のマスコット「ちかまる君」「はなちゃん」と共に、せんとくんがゲスト出演した。
5月28日には虎視虎子がオープニングのイントロに合わせて踊る映像が1時間ループする耐久動画がYouTubeで公開され、6月26日時点で再生数が500万回を突破した。TikTokでも公開され、7月3日時点で再生数が1000万回、いいねが80万を突破している。

エンディング映像が奈良県に実在する鹿せんべい工場にて撮影されたことからも、奈良市の公式Xアカウントが「ぜひ奈良市へ」と反応しているほか、漫画家の森川ジョージも感想をXに投稿している。
2024年TikTokトレンド大賞においてホットワード部門賞を受賞した。
日野市は一般社団法人アニメツーリズム協会が毎年発表する『訪れてみたい日本のアニメ聖地88』の2025年版に選ばれた。

### 声優メンバーによる出演番組
| 放送年 | 放送日   | 番組名                                     | 放送局・配信サイト | 出演メンバー | 備考 |
| ------ | -------- | ------------------------------------------ | ------------------ | ------------ | --- |
| 2024年 | 7月16日  | 声優と夜あそび 火【上坂すみれ×芹澤優】 #12 | ABEMA              | 潘めぐみ     | ゲスト出演 |
| 2024年 | 9月15日  | 「SHIBUYA ANIME BASE」in SHINJUKU          | ABEMA              | シカ部       | 披露曲：『シカ色デイズ』 ライブで初披露                                                                                          |
| 2024年 | 12月26日 | 日本アニメトレンド大賞2024                 | ABEMA              | シカ部       | 披露曲：『シカ色デイズ』 アニメマーケティング賞                                                                                  |
| 2024年 | 12月31日 | 第8回 ももいろ歌合戦 ～愛の大晦日～        | ABEMA ニッポン放送 | シカ部       | 披露曲：『シカ色デイズ』 「シカ部(『しかのこのこのここしたんたん』より)」名義で出演。 ※事前収録での出場。 出演時間：15:40～15:44 |